# American Canyon, Kalifornien
American Canyon är en stad (city) i Napa County, i delstaten Kalifornien, USA. Enligt United States Census Bureau har staden en folkmängd på 19 690 invånare (2011) och en landarea på 12,5 km².